# 2948 Amosov
2948 Amosov este un asteroid din centura principală, descoperit pe 8 octombrie 1969 de Liudmila Cernîh.